# Тимшина, Галина Васильевна
Галина Васильевна Тимшина (родилась 9 апреля 1976 года в Волгодонске) — российская хоккеистка на траве, защитница и капитан клуба «Динамо-ЦОП Москомспорт». Мастер спорта России международного класса.

## Биография
Училась в школе №10, занималась плаванием. Позже была приглашена тренером в секцию по хоккею на траве. Начинала игровую карьеру в составе клуба «Дончанка» (тренер — З.В. Чуйкина), в составе которого с 1993 года играла в чемпионатах России и выиграла шесть турниров в его составе. Продолжала карьеру в клубе «Динамо-ЦОП Москомспорт», также известном как ЦФиС МП, «ЦСП Измайлово» и «ЦОП-Крылатское» (тренер — О.Я. Потапов).
В составе сборной России выступала с 1999 года на международных турнирах. Играла на чемпионате мира 2002 года, чемпионатах Европы 2003 и 2009 годов. Провела к 2016 году 85 матчей.
Увлекается вышивкой и чтением на досуге.

## Достижения
Чемпионка России
- Дончанка — 1993, 1994, 1995, 1996, 1997, 2000
- Динамо-ЦОП Москомспорт — 2010, 2011, 2012, 2013, 2014, 2015, 2016